# Light novel di Konosuba! - This Wonderful World

Logo della serie

Questa è la lista delle light novel della serie Konosuba! - This Wonderful World di Natsume Akatsuki.
L'opera, scritta e ideata da Natsume Akatsuki sotto lo pseudonimo di Jitaku Keibihei (自宅警備兵? lett. "Guardiano di casa"), è stata pubblicata sul sito web Shōsetsuka ni narō tra il 20 dicembre 2012 e il 21 ottobre 2013. Concepita dall'autrice come una serie di romanzi amatoriali, è stata poi adattata in una serie di light novel con le illustrazioni di Kurone Mishima dal 1º ottobre 2013 e al 1º maggio 2020 diciassette volumi sono stati pubblicati sotto l'etichetta Kadokawa Sneaker Bunko da Kadokawa Shoten. La serie si è conclusa con il diciassettesimo numero pubblicato il 1º maggio 2020.
Una serie di light novel spin-off intitolata Kono subarashii sekai ni bakuen o! (この素晴らしい世界に爆焔を！?), sempre scritta da Natsume Akatsuki e illustrata da Kurone Mishima, è stata pubblicata dalla stessa etichetta dell'opera originale a partire dal 1º luglio 2014. Al 1º giugno 2015 i volumi editi ammontano a tre. La serie segue alcune avventure inedite dal punto di vista di Megumin.
Una serie sequel della precedente, Zoku kono subarashii sekai ni bakuen o! (続・この素晴らしい世界に爆焔を！?), sempre scritta da Natsume Akatsuki e illustrata da Kurone Mishima, è stata pubblicata dalla stessa etichetta dell'opera originale a partire dal 28 dicembre 2016. Al 1º marzo 2019 i volumi editi ammontano a due.
Una seconda serie spin-off intitolata Kono kamen no akuma ni soudan o! (この仮面の悪魔に相談を！?), sempre scritta da Natsume Akatsuki e illustrata da Kurone Mishima, è stata pubblicata dalla stessa etichetta dell'opera originale il 1º aprile 2016. La storia segue le vicende di Vanir impegnato a trovare un modo per saldare un debito causato da Wiz.
Una terza serie spin-off intitolata Kono subarashii sekai ni shukufuku o! Extra: Ano orokamono ni mo kyakkō o! (この素晴らしい世界に祝福を！エクストラ あの愚か者にも脚光を！?, Kono subarashī sekai ni shukufuku o! Ekusutora: Ano orokamono ni mo kyakkō o!) scritta da Hirukuma e illustrata da Yuuki Hagure, è pubblicata dalla stessa etichetta dell'opera originale dal 1º agosto 2017. In questa versione della storia, Dust è l'antagonista principale.
Un volume TRPG, ovvero che funge da gioco di ruolo da tavolo, intitolato Kono subarashī sekai ni shukufuku o! TRPG (この素晴らしい世界に祝福を！TRPG?, Kono subarashī sekai ni shukufuku o! TRPG) scritto da F.E.A.R. e supervisionato da Natsume Akatsuki, è stato pubblicato il 20 marzo 2019. Il volume consente ai lettori/giocatori di giocare a un TRPG ambientato nell'universo della serie e inoltre sono presenti dati e approfondimenti sui personaggi e le creature.
Tre raccolte di storie brevi, dal titolo Kono subarashii sekai ni shukufuku o! Yori michi! (この素晴らしい世界に祝福を！ よりみち！?, Kono subarashī sekai ni shukufuku o! Yori michi!), sono state pubblicate dal 1º gennaio 2020 al 29 settembre 2023.
Un altro TRPG, Kono subarashii sekai ni shukufuku o! TRPG jōkyū Rulebook (この素晴らしい世界に祝福を！TRPG上級ルールブック?, Kono subarashī sekai ni shukufuku o! TRPG jōkyū Rūrubukku), scritto da F.E.A.R. e supervisionato da Natsume Akatsuki, è stato pubblicato il 19 febbraio 2021. Si tratta di una versione migliorata e con più contenuti del primo TRPG.
Un singolo volume spin-off intitolato Kono subarashii sekai ni shukufuku o! Fantastic Days (この素晴らしい世界に祝福を！ファンタスティックデイズ?, Kono subarashī sekai ni shukufuku o! Fantasutikku Deizu) scritto da Kuma Hiru, illustrato da Kurone Mishima e basato sull'omonimo videogioco, è stato pubblicato il 1º marzo 2022.

## Lista volumi

### Konosuba! - This Wonderful World
| Nº | Titolo italiano (traduzione letterale) Giapponese 「Kanji」 - Rōmaji | Data di prima pubblicazione                                                                              | Data di prima pubblicazione |
| Nº | Titolo italiano (traduzione letterale) Giapponese 「Kanji」 - Rōmaji | Giapponese                                                                                               |                             |
| 1  | Ah, la dea negata 「あぁ、駄女神さま」 - Aa, damegami-sama | 1º ottobre 2013 ISBN 978-4-04-101020-4                                                                   |                             |
| 1  | Capitoli (traduzioni letterali dei titoli) - 1. Posso andare in un nuovo mondo con questa dea autoproclamata! (この自称女神と異世界転生を！?, Kono jishō megami to isekai tensei o!) - 2. Possa esserci un tesoro (intendo le mutandine) in questa mano destra! (この右手にお宝を！?, Kono migite ni otakara (Pantsu) o!) - 3. Possa l'autoproclamata dea avere la sua prima importunità in questo lago! (この湖に自称女神の一番絞りを！?, Kono mizuumi ni jishō megami no ichiban shibori o!) - 4. Possa esserci una fine a questa inutile battaglia! (このろくでもない戦いに決着を！?, Kono rokudemonai tatakai ni ketchaku o!) | |                             |
| 2  | Chūnibyō o meno, voglio essere una strega! 「中二病でも魔女がしたい！」 - Chūnibyō demo majo ga shitai! | 1º dicembre 2013 ISBN 978-4-04-101110-2                                                                  |                             |
| 2  | Capitoli (traduzioni letterali dei titoli) - 1. Posso commerciare con questi veri amici! (この真の仲間達とトレードを！?, Kono shin no nakama-tachi to torēdo o!) - 2. Possa esserci pace per il maestro di questo labirinto! (この迷宮の主に安らぎを！?, Kono meikyū no nushi ni yasuragi o!) - 3. Possa l'amore raggiungere questa ragazza fantasma! (この幽霊少女に愛の手を！?, Kono yūrei shōjo ni ai no te o!) - 4. La benedizione di Dio su questo meraviglioso negozio! (この素晴らしい店に祝福を！?, Kono subarashii mise ni shukufuku o!) - 5. Possiamo farla finita con questa fortezza oltraggiosa! (この理不尽な要塞に終焔！?, Kono rifujin no yōsai ni shūen o!) | |                             |
| 3  | Ti stanno chiamando, Darkness. 「よんでますよ、ダクネスさん。」 - Yondemasu yo, Dakunesu-san. | 1º marzo 2014 ISBN 978-4-04-101242-0                                                                     |                             |
| 3  | Capitoli (traduzioni letterali dei titoli) - 1. Che io possa essere salvato da questo processo ingiusto! (この不当な裁判に救援を！?, Kono futō na saiban ni kyūen o!) - 2. Che ci sia un amico per questa ragazza magica cremisi! (この紅魔の娘に友人を！?, Kono kōma no musume ni yūjin o!) - 3. Che ci sia un buon abbinamento per questa nobile figlia! (この貴族の令嬢に良縁を！?, Kono kizoku no reijō ni ryōen o!) - 4. Possa questo cavaliere mascherato sottomettersi! (この仮面の騎士に隷属を！?, Kono kamen no kishi ni reizoku o!) | |                             |
| 4  | Il quartetto inutile 「鈍ら四重奏」 - Namakura karutetto | 1º maggio 2014 ISBN 978-4-04-101570-4                                                                    |                             |
| 4  | Capitoli (traduzioni letterali dei titoli) - 1. Addio a questo fastidioso mondo! (この煩わしい外界にさよならを！?, Kono wazurawashii gaikai ni sayonara o!) - 2. Regala a questi sfacciati spudorati un caloroso benvenuto! (このふてぶてしい鈍らに招待を！?, Kono futebuteshii namakura ni shōtai o!) - 3. Giro turistico in questa città dolorosa! (この痛々しい街で観光を！?, Kono itaitashii machi de kankō o!) - 4. Regalare a questo incidente sospetto un aiuto! (この怪しい事件に救援を！?, Kono ayashii jiken ni kyūen o!) - 5. Regalare a questa inquinata città termale una dea! (この不浄な温泉街に女神を！?, Kono fujō na onsengai ni megami o!) | |                             |
| 5  | Andiamo, Demone Cremisi esplosiva!! 「爆裂紅魔にレッツ＆ゴー！！」 - Bakuretsu kōma ni Rettsu & Gō!! | 1º settembre 2014 ISBN 978-4-04-101571-1                                                                 |                             |
| 5  | Capitoli (traduzioni letterali dei titoli) - 1. Diamo una risoluzione a questa grave lettera! (この由由しい手紙に決断を！?, Kono yuyushii tegami ni ketsudan o!) - 2. Aggiungiamo queste chiassose ragazze dalle orecchie di animale nel mio harem! (この姦しい獣耳少女達とハーレムを！?, Kono kashimashii kemonomimi shōjo-tachi to Hāremu o!) - 3. Facciamo una sosta temporanea in questo villaggio che mi fanno male le palle! (この痛ましい里で休息を！?, Kono itamashii sato de kyūsoku o!) - 4. Regalare una scusa adeguata in questa notte inquieta! (この寝苦しい夜に大義名分を！?, Kono negurushii yoru ni taigimeibun o!) - 5. Invio di esplosioni a queste dannate rovine! (この恨めしい遺物に爆焔を！?, Kono urameshii ibutsu ni bakuen o!) - Epilogo. Voglio essere la maga più forte (『欲しいのは最強の魔法使い』?, Hoshii no wa saikyō no mahōtsukai) | |                             |
| 6  | La principessa dei sei fiori 「六花の王女」 - Rokka no ōjo | 1º marzo 2015 ISBN 978-4-04-102267-2                                                                     |                             |
| 6  | Capitoli (traduzioni letterali dei titoli) - 1. Dare il nostro futuro luminoso con acclamazioni! (この明るい未来に祝杯を！?, Kono akarui mirai ni shukuhai o!) - 2. Regalare a questa ragazza arguta la rieducazione! (この賢い少女に再教育を！?, Kono kashikoi shōjo ni saikyōiku o!) - 3. Servire la punizione divina a questo bel ladro cavalleresco! (このイケメン義賊に天誅を！?, Kono ikemen gizoku ni tenchū o!) - 4. Regalare alla principessa casalinga dei cattivi amici! (この箱入り王女に悪友を！?, Kono hakoiri ōjo ni akuyū o!) - 5. Mettere fine a questo schema dannoso! (この忌々しい企みに終止符を！?, Kono imaimashii takurami ni shūshifu o!) - Finale. Per il bene di diventare un degno fratellone (本当の兄になるために?, Hontō no ani ni naru tame ni) - Interludio. Aristocratico avido e diavolo distrutto (強欲貴族と壊れた悪魔?, Gōyoku kizoku to kowareta akuma) - Epilogo 1. La ricompensa data all'eroe è (勇者に与えられる報酬は?, Yūsha ni ataerareru hōshū wa) - Epilogo 2. L'anello che è rimasto al posto del sogno (夢の代わりに残った指輪?, Yume no kawari ni nokotta yubiwa) | |                             |
| 7  | Centodieci milioni di spose 「億千万の花嫁」 - Okusenman no hanayome | 1º settembre 2015 ISBN 978-4-04-103539-9                                                                 |                             |
| 7  | Capitoli (traduzioni letterali dei titoli) - 1. Regalare la pace a questo avventuriero emergente! (この成り上がり冒険者にも安息を！?, Kono nariagari bōkensha ni mo ansoku o!) - 2. Regalare al signore del lago il sonno eterno! (この湖の主に永遠の眠りを！?, Kono mizuumi no nushi ni eien no nemuri o!) - 3. Facendo lezione alla ragazza scappata di casa! (この家出娘に説教を！?, Kono iede musume ni sekkyou o!) - 4. Trascorrere un'ultima notte con la giovane donna! (この令嬢と最後の夜を！?, Kono reijō to saigo no yoru o!) - 5. Regalare a questa sposa la benedizione! (この花嫁に祝福を！?, Kono hanayome ni shukufuku o!) - Interludio. I diavoli sogghignano nelle ore tarde della notte (悪魔達は夜更けに嗤う?, Akuma-tachi wa yofuke ni warau) - Epilogo 1. Benvenuto a casa! (お帰り！?, Okaeri!) - Epilogo 2. Eris e Chris (エリスとクリス?, Erisu to Kurisu) | |                             |
| 8  | Il culto di Axis VS il culto di Eris 「アクシズ教団ＶＳエリス教団」 - Akushizu kyōdan VS Erisu kyōdan | 1º gennaio 2016 ISBN 978-4-04-103540-5                                                                   |                             |
| 8  | Capitoli (traduzioni letterali dei titoli) - 1. Regala gloria a questo drago! (このドラゴンに栄光を！?, Kono Doragon ni eikō o!) - 2. Regalare questa sacra armatura un maestro! (この聖鎧にご主人様を！?, Kono seigai ni goshujin-sama o!) - 3. Dare responsabilità a questo talentuoso consigliere! (この敏腕アドバイザーにお任せを！?, Kono binwan Adobaizā ni omakase o!) - 4. Regalare bellissimi fuochi d'artificio al cielo notturno! (この夜空に輝く華を！?, Kono yozora ni kagayaku hana o!) - 5. Regalare una leggenda a questa città di novellini! (この駆け出しの街に伝説を！?, Kono kakedashi no machi ni densetsu o!) - Epilogo 1. Ringraziamenti e benedizioni alla dea (女神に感謝と祝福を?, Megami ni kansha to shukufuku o) - Epilogo 2. Dopo la fine del festival (祭りが終わったその後で?, Matsuri ga owatta sono ato de) | |                             |
| 9  | Il destino cremisi 「紅の宿命」 - Kurenai no shukumei | 1º luglio 2016 (ed. regolare) ISBN 978-4-04-103954-0 24 giugno 2016 (ed. con OAV) ISBN 978-4-04-103953-3 |                             |
| 9  | Capitoli (traduzioni letterali dei titoli) - 1. Passando con gioia questi giorni pacifici! (この平穏な日々に喜びを！?, Kono heion na hibi ni yorokobi o!) - 2. Crescita per questi immutabili avventurieri! (この変わらぬ冒険者達に成長を！?, Kono kawaranu bōkensha-tachi ni seichō o!) - 3. Una notte con questa bellezza dai capelli rossi! (この赤髪美女と一夜の夢を！?, Kono akagami bijo to ichiya no yume o!) - 4. Una santa preghiera per questo dio poco influente! (この威光なき神々に聖なる祈りを！?, Kono ikō-naki kamigami ni seinaru inori o!) - Finale. Facendo esplodere questo dio malvagio! (この宿命の邪神に爆焔を！?, Kono shukumei no jashin ni bakuen o!) - Epilogo 1. Per il bene di questa persona (あの人のために?, Ano hito no tame ni) - Epilogo 2. Caro fratellone (拝啓、お兄様へ?, Haikei, onii-sama e) | |                             |
| 10 | Gamble Scramble! 「ギャンブル・スクランブル！」 - Gyanburu Sukuranburu! | 1º novembre 2016 ISBN 978-4-04-104992-1                                                                  |                             |
| 10 | Capitoli (traduzioni letterali dei titoli) - 1. Opporsi a questo impegno improvviso! (この唐突な婚約話にクレームを！?, Kono tōtotsu na kon'yakubanashi ni Kurēmu o!) - 2. Insegnare a queste signore protette! (この箱入り娘達に教育を！?, Kono hakoiri musume-tachi ni kyōiku o!) - 3. Punire questo fidanzato insolente! (この不届きな婚約者に制裁を！?, Kono futodoki na kon'yakusha ni seibai o!) - 4. Lodando questa principessa militante! (この武闘派王女に称賛を！?, Kono butōha ōjo ni shōsan o!) - 5. Porre fine a questa inutile cospirazione! (このロクでもない陰謀に終止符を！?, Kono rokudemonai inbō ni shūshifu o!) | |                             |
| 11 | La sorella minore dell'arcistrega 「大魔法使いの妹」 - Dai mahōtsukai no imōto | 1º maggio 2017 ISBN 978-4-04-104993-8                                                                    |                             |
| 11 | Capitoli (traduzioni letterali dei titoli) - 1. Un risveglio per questo lolicon Neet! (このロリコンニートの覚醒を！?, Kono Rorikon Nīto no kakusei o!) - 2. La punizione dell'uomo per questo coinquilino! (この同居人に人誅を！?, Kono dōkyonin ni jinchū o!) - 3. La misericordia della dea per questo devoto credente! (この敬虔な信徒に女神の慈悲を！?, Kono keiken na shinto ni megami no jihi o!) - 4. Una conclusione con questo mostro malvagio! (この悪辣なモンスターと決着を！?, Kono akuratsu na Monsutā to ketchaku o!) - Finale. Ritorno alle origini con questi avventurieri! (この冒険者達と共に原点回帰を！?, Kono bōkensha-tachi to tomo ni gentenkaiki o!) | |                             |
| 12 | La ninna nanna del cavaliere donna 「女騎士のララバイ」 - Onna kishi no rarabai | 1º agosto 2017 (ed. regolare) ISBN 978-4-04-104994-5 24 luglio 2017 (ed. con OAV) ISBN 978-4-04-105005-7 |                             |
| 12 | Capitoli (traduzioni letterali dei titoli) - 1. Tranquillità per questo bambino malato e illegittimo! (この病弱な隠し子に安らぎを！?, Kono byōjaku na kakushigo ni yasuragi o!) - 2. Disperazione per questi nuovi ricchi! (この成金達に絶望を！?, Kono narikin-tachi ni zetsubō o!) - 3. Una conclusione a questi sentimenti! (この想いに決着を！?, Kono omoi ni ketchaku o!) - 4. Una mano amorevole a questo orfanotrofio! (この孤児院に愛の手を！?, Kono kojiin ni ai no te o!) - 5. Un banchetto con questo conte diavolo! (この悪魔伯と饗宴を！?, Kono akuma-haku to kyōen o!) - Finale. La protezione divina di Eris per questo crociato! (このクルセイダーにエリスの加護を！?, Kono Kuruseidā ni Erisu no kago o!) - Epilogo. Così per sempre (このままずっと?, Kono mama zutto) | |                             |
| 13 | Il messaggio di sfida per la Lich 「リッチーへの挑戦状」 - Ritchī e no chōsen-jō | 1º dicembre 2017 ISBN 978-4-04-106109-1                                                                  |                             |
| 13 | Capitoli (traduzioni letterali dei titoli) - 1. Benedizione per questo incontro con l'isola del tesoro! (この宝島との出会いに祝福を！?, Kono takarajima to no deai ni shukufuku o!) - 2. Una punizione divina su questo protagonista di harem! (このハーレム主人公に天罰を！?, Kono Hāremu shujinkō ni tenbatsu o!) - 3. Aiutare questa vittima di molestie! (このストーカー被害者に救済を！?, Kono sutōkā higaisha ni kyūsai o!) - 4. Concedere le benedizioni della dea a quest'uomo! (この漢に女神の声援を！?, Kono otoko ni megami no seien o!) - Finale. Mostrando amore sincero a questo lich! (このリッチーに真摯な愛を！?, Kono Ritchī ni shinshi na ai o!) | |                             |
| 14 | La prova del Demone Cremisi 「紅魔の試練」 - Kōma no shiren | 1º luglio 2018 ISBN 978-4-04-106111-4                                                                    |                             |
| 14 | Capitoli (traduzioni letterali dei titoli) - 1. Punizione divina su questa santa armatura! (この聖鎧に天罰を！?, Kono seigai ni tenbatsu o!) - 2. La verità su questa razza artificiale! (この人造種族に真実を！?, Kono jinzō shuzoku ni shinjitsu o!) - 3. Pace in questi giorni ordinari momentanei! (このひとときの日常に安らぎを！?, Kono hitotoki no nichijō ni yasuragi o!) - 4. Una conclusione per questi rivali predestinati! (この宿命のライバル達に決着を！?, Kono shukumei no Raibaru-tachi ni ketchaku o!) - Finale. E così inizia questa leggenda (そして始まる英雄譚?, Soshite hajimaru eiyūtan) | |                             |
| 15 | Sindrome da culto 「邪教シンドローム」 - Jakyō shindorōmu | 1º novembre 2018 ISBN 978-4-04-107554-8                                                                  |                             |
| 15 | Capitoli (traduzioni letterali dei titoli) - 1. Punizione divina su questa santa donna! (この聖女に天罰を！?, Kono seijo ni tenbatsu o!) - 2. Punizione divina anche su questo Neet! (このニートにも天罰を！?, Kono Nīto ni mo tenbatsu o!) - 3. La protezione di una dea su questo burattino! (この傀儡に女神の加護を！?, Kono kugutsu ni megami no kago o!) - 4. Una proposta per questo avventuriero! (この冒険者に命題を！?, Kono bōkensha ni meidai o!) - Finale. Un addio a questa città di inizio! (この駆け出しの街に決別を！?, Kono kakedashi no machi ni ketsubetsu o!) - Storia breve 1. Stile nobile - Storia breve 2. Equipaggiamento per abbattere il re demone - Storia breve 3. Un regalo sincero | |                             |
| 16 | Dea in fuga, vai a casa! 「脱走女神、ゴーホーム！」 - Dassō megami, gō hōmu! | 1º agosto 2019 ISBN 978-4-04-108520-2                                                                    |                             |
| 16 | Capitoli (traduzioni letterali dei titoli) - 1. Alla ricerca di questa inutile dea! (この家出女神の捜索を！?, Kono iede megami no sōsaku o!) - Interludio. Interludio della dea inutile 1 (駄女神劇場①?, Damegami gekijō 1) - 2. Nelle segrete insieme a questo re dei non morti! (この不死の王にダンジョンを！?, Kono fushi no ō ni Danjon o!) - Interludio. Interludio della dea inutile 2 (駄女神劇場②?, Damegami gekijō 2) - 3. Finalmente un trucco per questo hiki-Neet! (この引きニートに今こそチートを！?, Kono Hiki-Nīto ni imakoso chīto o!) - Interludio. Interludio della dea inutile 3 (駄女神劇場③?, Damegami gekijō 3) - 4. Sistemare le cose con il messaggero del dio oscuro! (この邪神の使徒と決着を！?, Kono jashin no shito to ketchaku o!) - Interludio. Interludio della dea inutile 4 (駄女神劇場④?, Damegami gekijō 4) - Finale. Fine di questo viaggio! (この旅路に終止符を！?, Kono tabiji ni shūshifu o!) - Storia breve 1. La famosa dea di Axel - Storia breve 2. Quando quella dea ritorna...                                                                                         | |                             |
| 17 | Benedici questi avventurieri! 「この冒険者たちに祝福を！」 - Kono bōkenshatachi ni shukufuku o! | 1º maggio 2020 ISBN 978-4-04-109543-0                                                                    |                             |
| 17 | Capitoli (traduzioni letterali dei titoli) - 1. Fiamme esplosive per questa maga! (この魔法使いに爆焔を！?, Kono mahōtsukai ni bakuen o!) - 2. Buona fortuna a questa dea! (この女神に幸運を！?, Kono megami ni kōun o!) - 3. Grazie per questo santo cavaliere! (この聖騎士に喝采を！?, Kono seikishi ni kassai o!) - Finale. Gloria a questo avventuriero! (この冒険者に栄光を！?, Kono bōkensha ni eikō o!) | |                             |

### Kono subarashii sekai ni bakuen o!
| Nº | Titolo italiano (traduzione letterale) Giapponese 「Kanji」 - Rōmaji | Data di prima pubblicazione                                                                    | Data di prima pubblicazione |
| Nº | Titolo italiano (traduzione letterale) Giapponese 「Kanji」 - Rōmaji | Giapponese                                                                                     |                             |
| 1  | Un'esplosione per questo mondo meraviglioso! Il turno di Megumin 「この素晴らしい世界に爆焔を！めぐみんのターン」 - Kono subarashii sekai ni bakuen o! Megumin no tān | 1º luglio 2014 ISBN 978-4-04-101866-8                                                          |                             |
| 1  | Capitoli (traduzioni letterali dei titoli) - Prologo - 1. Stregoni dagli occhi cremisi (紅い瞳の魔法使い達?, Akai hitomi no mahōtsukai (Wizāzu)) - 2. Maestro solitario del clan magico cremisi (紅魔族の孤高の少女?, Kōmazoku no kokō no shōjo (Ronrī Masutā)) - 3. Guardiani della magia cremisi (紅魔の里を守る者?, Kōma no sato o mamoru mono (Gādianzu)) - 4. La cosa che dorme nella casa della magia cremisi (紅魔の里に眠る存在?, Kōma no sato ni Nemuru sonzai (mono)) - 5. Preludio della maniaca dell'esplosione (爆裂狂の誕生?, Bakuretsukyō no tanjō (Pureryūdo)) - Interludio. Ultima scena - Epilogo - Storia breve 1. Il papà zuccherino di Komekko - Storia breve 2. Sto facendo il mio primo passo sulla via delle esplosioni |                                                                                                |                             |
| 2  | Un'esplosione per questo mondo meraviglioso! Il turno di Yunyun 「この素晴らしい世界に爆焔を！ゆんゆんのターン」 - Kono subarashii sekai ni bakuen o! Yunyun no tān | 1º dicembre 2014 ISBN 978-4-04-102438-6                                                        |                             |
| 2  | Capitoli (traduzioni letterali dei titoli) - Prologo - 1. La caccia al lavoro esplosiva di Neet (爆裂ニートの就職活動?, Bakuretsu nīto no shūshoku katsudō (Rezon Dētoru)) - 2. La servitrice dai capelli rossi (赤髪の我が下僕?, Akagami no waga geboku (Sāvanto)) - 3. Culto problematico nella città dell'acqua (水の都の迷惑教団?, Mizu no to no meiwaku kyōdan (Toraburumēkā)) - 4. Salvatrici della città dell'acqua (水の都の救世主達?, Mizu no to no kyūseishu-tachi (kyōshinsha-tachi)) - 5. Visitatore dalla casa della magia cremisi (紅魔の里からの来訪者?, Kōma no sato kara no raihōsha (Desutoroiyā)) - Epilogo |                                                                                                |                             |
| 3  | Un'esplosione per questo mondo meraviglioso! Il turno della coppia più forte! 「この素晴らしい世界に爆焔を！ふたりは最強！のターン」 - Kono subarashii sekai ni bakuen o! Futari wa saikyō! no tān | 1º giugno 2015 ISBN 978-4-04-103100-1 (ed. regolare) ISBN 978-4-04-103101-8 (ed. con drama-CD) |                             |
| 3  | Capitoli (traduzioni letterali dei titoli) - Prologo - 1. Avventure della città di inizio (駆け出しの街の冒険者達?, Kakedashi no machi no bōkensha-tachi (Autorō)) - 2. La stramba tipa esplosiva e il demone della foresta (名物娘と森の悪魔?, Meibutsu (bakuretsu) musume to mori no akuma (Iregyurā)) - 3. La sacerdotessa pazza e la dea dell'acqua (荒ぶる聖女と水の女神?, Araburu seijo (akushizu Kyōto) to mizu no megami (Purīsuto)) - 4. La ragazza esplosiva di Axel (アクセルの爆裂娘?, Akuseru no bakuretsu musume) - Interludio. Scena finale - Epilogo - Storia breve 1. I Demoni Cremisi altamente rispettati - Storia breve 2. Cara sorellona                                                                                   |                                                                                                |                             |

### Zoku kono subarashii sekai ni bakuen o!
| Nº | Titolo italiano (traduzione letterale) Giapponese 「Kanji」 - Rōmaji | Data di prima pubblicazione             | Data di prima pubblicazione |
| Nº | Titolo italiano (traduzione letterale) Giapponese 「Kanji」 - Rōmaji | Giapponese                              |                             |
| 1  | Il gruppo di ladri Megumin 「我ら、めぐみん盗賊団」 - Warera, Megumin tōzokudan | 28 dicembre 2016 ISBN 978-4-04-104991-4 |                             |
| 1  | Capitoli (traduzioni letterali dei titoli) - Prologo - 1. Il gruppo di ladri giovane ed esperto (新鋭の盗賊団?, Shinei no tōzoku-dan) - 2. Il crescente gruppo di ladri (増殖する盗賊団?, Zōshoku suru tōzoku-dan) - 3. Il gruppo di ladri erranti (迷走する盗賊団?, Meisō suru tōzoku-dan) - 4. Il sorprendente gruppo di ladri (襲撃する盗賊団?, Shūgeki suru tōzoku-dan) - 5. Il gruppo di ladri contro-sciopero (逆襲する盗賊団?, Gyakushū suru tōzoku-dan) - Epilogo - Storia breve 1. La laboriosa ladra! - Storia breve 2. Le attività di mantenimento della pace della principessa militante - Storia breve 3. Il valore di una ragazza è... |                                         |                             |
| 2  | Busters egoisti 「わがままバスターズ」 - Wagamama Basutāzu | 1º marzo 2019 ISBN 978-4-04-107555-5    |                             |
| 2  | Capitoli (traduzioni letterali dei titoli) - Prologo - 1. Pioggia nella capitale reale! (王都に雨を！?, Ōto ni ame o!) - 2. Fulmine ad Alkane Letia! (prima parte) (アルカンレティアに稲妻を！（前編）?, Arukan Retia ni inazuma o! (Zenpen)) - 3. Fulmine ad Alkane Letia! (seconda parte) (アルカンレティアに稲妻を！（後編）?, Arukan Retia ni inazuma o! (Kōhen)) - 4. Uno squarcio nella foresta del demone bestia! (魔獣の森に斬光を！?, Majū no mori ni zankō o!) - Finale. Fai esplodere la bestia gioiello! (宝石獣に爆焔を！?, Hōsekijū ni bakuen o!)                                                                                      |                                         |                             |

### Kono kamen no akuma ni soudan o!
| Nº | Titolo italiano (traduzione letterale) Giapponese 「Kanji」 - Rōmaji | Data di prima pubblicazione           | Data di prima pubblicazione |
| Nº | Titolo italiano (traduzione letterale) Giapponese 「Kanji」 - Rōmaji | Giapponese                            |                             |
| 1  | Una consultazione con questo demone mascherato! 「この仮面の悪魔に相談を！」 - Kono kamen no akuma ni soudan o! | 1º aprile 2016 ISBN 978-4-0410-4293-9 |                             |
| 1  | Capitoli (traduzioni letterali dei titoli) - Prologo - 1. Oggi al centro di consulenza (相談屋はじめました?, Sōdanya hajimemashita) - 2. Oggi come seguace (従者はじめました?, Jūsha hajimemashita) - 3. Oggi come addetto alla reception (受付嬢はじめました?, Uketsukejō hajimemashita) - 4. Oggi come guardia del corpo (用心棒はじめました?, Yōjinbō hajimemashita) - Finale. Oggi come un lich (リッチーはじめました?, Ritchī hajimemashita) - Epilogo - Un giusto harem |                                       |                             |

### Kono subarashii sekai ni shukufuku o! Extra: Ano orokamono ni mo kyakkō o!
| Nº | Titolo italiano (traduzione letterale) Giapponese 「Kanji」 - Rōmaji | Data di prima pubblicazione                                                                               | Data di prima pubblicazione |
| Nº | Titolo italiano (traduzione letterale) Giapponese 「Kanji」 - Rōmaji | Giapponese                                                                                                |                             |
| 1  | Non sono un grande personaggio secondario? 「素晴らしきかな、名脇役」 - Subarashiki kana, meiwakiyaku | 1º agosto 2017 ISBN 978-4-0410-5816-9                                                                     |                             |
| 1  | Capitoli (traduzioni letterali dei titoli) - Prologo - 1. Dietro le quinte di quella storia - 2. Ti concedo quella spada magica - 3. Le lotte di quell'eroe - 4. Innamorarsi di quella donna - 5. Quella succube e quelle che le si oppongono - Interludio. Il tesoro di un certo nobile - 6. Superare quel passato - Epilogo - Storia breve 1. Osservando Aqua - Storia breve 2. Osservando Megumin - Storia breve 3. Osservando Kazuma | |                             |
| 2  | Oltre il lontano harem 「遠いハーレムの向こうに」 - Tōi Hāremu no mukō ni | 1º dicembre 2017 ISBN 978-4-0410-5817-6                                                                   |                             |
| 2  | Capitoli (traduzioni letterali dei titoli) - Prologo - 1. Un incontro con quella dea - 2. Mettere gli occhi su quell'harem - 3. Giro turistico in quella città delle sorgenti termali - 4. Diffondere i sussurri del demone insieme a quel cultista - 5. Un solo colpo per quell'arma distruttiva - Epilogo - Storia breve. Il segreto del sarto                                                                                         | |                             |
| 3  | Conferire il cielo stellato a questa principessa sognatrice 「夢見る姫に星空を」 - Yumemiru hime ni hoshizora Wo | 1º luglio 2018 ISBN 978-4-0410-6522-8                                                                     |                             |
| 3  | Capitoli (traduzioni letterali dei titoli) - Prologo - 1. Uno scambio con quella ragazza tranquilla! - 2. Un'esplorazione in quella capitale! - 3. Un'avventura per quelle guardie del corpo! - 4. Una notte da sogno per quella principessa - Epilogo - Storia breve. Una giornata dura | |                             |
| 4  | Il giocatore d'azzardo mai vittorioso 「常敗無勝のギャンブラー」 - Jōhai mushou no Gyanburā | 1º novembre 2018 ISBN 978-4-0410-6523-5 (ed. regolare) ISBN 978-4-0410-7245-5 (ed. limitata con drama-CD) |                             |
| 4  | Capitoli (traduzioni letterali dei titoli) - Prologo - 1. La primavera arriva anche per quella stupida - 2. Inseguendo quel mucchio rumoroso - 3. Un'evasione per quel capo - 4. Un grande incontro per il bene di quella succube - Epilogo - Storia breve 1. Casa infestata - Storia breve 2. Un tale spreco | |                             |
| 5  | Un patto con il drago bianco 「白き竜との盟約」 - Shiroki ryū to no meiyaku | 1º agosto 2019 ISBN 978-4-0410-8250-8                                                                     |                             |
| 5  | Capitoli (traduzioni letterali dei titoli) - 1. Raccontare l'altro lato di quella storia - 2. Uno stomaco pieno per quella bambina affamata - 3. Una promessa con quel drago bianco - Epilogo | |                             |
| 6  | Il voto di un cavaliere per te 「騎士の誓いをあなたに」 - Kishi no chikai o anata ni | 1º gennaio 2020 ISBN 978-4-0410-8251-5                                                                    |                             |
| 6  | Capitoli (traduzioni letterali dei titoli) - 1. Il disturbo di quella principessa maschiaccio - 2. La verità su quella fuga - 3. Quell'avventura promessa - 4. Una conclusione per il cavaliere del drago - Epilogo | |                             |
| 7  | Il folle amato dai draghi 「竜に愛されし愚者」 - Ryū ni aisa reshi gusha | 1º maggio 2020 ISBN 978-4-0410-8252-2                                                                     |                             |

### Kono subarashii sekai ni shukufuku o! TRPG
| Nº | Titolo italiano (traduzione letterale) Giapponese 「Kanji」 - Rōmaji                                                           | Data di prima pubblicazione          | Data di prima pubblicazione |
| Nº | Titolo italiano (traduzione letterale) Giapponese 「Kanji」 - Rōmaji                                                           | Giapponese                           |                             |
| 1  | Sia benedetto questo mondo meraviglioso! TRPG 「この素晴らしい世界に祝福を！TRPG」 - Kono subarashī sekai ni shukufuku o! TRPG | 20 marzo 2019 ISBN 978-4-04-072996-1 |                             |

### Kono subarashii sekai ni shukufuku o! Yori michi!
| Nº | Titolo italiano (traduzione letterale) Giapponese 「Kanji」 - Rōmaji | Data di prima pubblicazione              | Data di prima pubblicazione |
| Nº | Titolo italiano (traduzione letterale) Giapponese 「Kanji」 - Rōmaji | Giapponese                               |                             |
| 1  | Sia benedetto questo mondo meraviglioso! Deviazione! 「この素晴らしい世界に祝福を！ よりみち！」 - Kono subarashī sekai ni shukufuku o! Yorimichi!                       | 1º gennaio 2020 ISBN 978-4-04-108521-9   |                             |
| 2  | Sia benedetto questo mondo meraviglioso! La seconda deviazione! 「この素晴らしい世界に祝福を！ よりみち２回目！」 - Kono subarashī sekai ni shukufuku o! Yorimichi 2 me! | 1º novembre 2020 ISBN 978-4-04-109851-6  |                             |
| 3  | Sia benedetto questo mondo meraviglioso! La terza deviazione! 「この素晴らしい世界に祝福を！ よりみち３回目！」 - Kono subarashī sekai ni shukufuku o! Yorimichi 3 me!   | 29 settembre 2023 ISBN 978-4-04-114186-1 |                             |

### Kono subarashii sekai ni shukufuku o! TRPG jōkyū Rulebook
| Nº | Titolo italiano (traduzione letterale) Giapponese 「Kanji」 - Rōmaji | Data di prima pubblicazione             | Data di prima pubblicazione |
| Nº | Titolo italiano (traduzione letterale) Giapponese 「Kanji」 - Rōmaji | Giapponese                              |                             |
| 1  | Sia benedetto questo mondo meraviglioso! TRPG regolamento avanzato 「この素晴らしい世界に祝福を！TRPG上級ルールブック」 - Kono subarashī sekai ni shukufuku o! TRPG jōkyū Rūrubukku | 19 febbraio 2021 ISBN 978-4-04-073847-5 |                             |

### Kono subarashii sekai ni shukufuku o! Fantastic Days
| Nº | Titolo italiano (traduzione letterale) Giapponese 「Kanji」 - Rōmaji | Data di prima pubblicazione          | Data di prima pubblicazione |
| Nº | Titolo italiano (traduzione letterale) Giapponese 「Kanji」 - Rōmaji | Giapponese                           |                             |
| 1  | Fantastic Days 「ファンタスティックデイズ」 - Fantasutikku Deizu     | 1º marzo 2022 ISBN 978-4-0411-2436-9 |                             |